# صحيفة الرياضي
صحيفة الرياضي هي صحيفة رياضية سعودية تصدر من مدينة جدة. أسست في الدمام بقيادة فيصل الشهيل، ويعتبر مؤسس صحيفة الرياضي. وقد كان وليد الفراج نائبا لرئيس التحرير فيها .تعود ملكية الصحيفة للاستاذ منصور البلوي

## تاريخ
- تأسست عام 1996.
- تم إيقاف صدور صحيفة الرياضي في أكتوبر 2017 بسبب الظروف المالية .[1][2]

## روابط خارجية
- الموقع الرسمي